# Carroll Roberson
Carroll Roberson (Ripley, 17 de julho de 1955) é um pastor, autor, cantor gospel e compositor estadunidense. É o fundador e presidente da Carroll Roberson Ministries uma organização cristã em Ripley, Mississippi.

## Biografia
Roberson nasceu em 17 de julho de 1955, em Ripley no Mississippi. Durante sua juventude lia a Bíblia constantemente, mas não entregou sua vida a Cristo, até 1983, um ano depois, ele foi diagnosticado com um câncer na garganta. Sem promessa de que ele seria capaz de falar mais, Roberson passou por uma cirurgia tireoidiana e voltou a cantar novamente dentro de três semanas. Pouco tempo depois, Roberson dedicou-se ao ministério de tempo integral, serviu como pastor de uma igreja batista em sua cidade natal por dois anos, posteriormente, Roberson fundou a Carroll Roberson Ministries um ministério onde realiza reuniões de reavivamentos, cruzadas, e concertos em todo o país.

## Ministério

### Carreira musical
Roberson é bem conhecido por suas canções, já escreveu mais de 300 músicas e gravou mais de 40 álbuns. Ele teve um grande sucesso nacional com músicas como "Wilt Thou Be Made Whole", que ficou em #1 nas paradas musicais em 1995 por dois meses. Roberson teve mais de 50 canções nas paradas de música gospel desde 1988, Roberson também recebeu inúmeras indicações e prêmios por seu canto, incluindo o prêmio "Top Soloist" da revista Voice Magazine e o Hearts Aflame Soloist em 1998.

### Ministério de televisão
Roberson tem um programa de televisão semanal de 30 minutos chamado This is Carroll Roberson, que é visto em milhões de lares em todo o mundo através do canal The Church Channel. O programa de televisão apresenta pregações da Bíblia e músicas de sua autoria, acompanhado de sua esposa Donna, é filmado em vários locais ao ar livre nos Estados Unidos.

### Tours Terra Santa
Roberson realiza visitas à Israel desde 1993. Ele filmou vários DVDs de ensino na Terra Santa. Visitar a terra natal de Jesus, tocou Roberson muito profundamente, e ele investiga regularmente as escrituras a partir da perspectiva hebraica. Grande parte do seu tempo é dedicado a estudos judaicos. Suas viagens a Israel tem motivado a se concentrar sobre a vida e ministério de Jesus. Sua obra intitulada, Matthew, the Hebrew Gospel, é considerado por muitos como um dos melhores comentários sobre o livro de Mateus.

## Vida pessoal
Carroll é casado com Donna Roberson, eles têm dois filhos, Shane e Brandon.

## Discografia
- His Hand in Mine (1998)
- The Wonder of Christmas (2000)
- My Christmas Dream (2002)
- Heaven (2002)
- Carroll Roberson with The Jordanaires (2002)
- I’ll Sing for Him (2002)
- The Best of Carroll Roberson (2003)
- More Than a Man (2003)
- The Love of God (2003)
- Here I Am (2004)
- One Life to Live (2004)
- Happy and Free (w/ Donna Solo) (2004)
- The Masters Call (2004)
- He's Real (2005)
- Only One Messiah (2006)
- Memories of the Galilean (2006)
- Gospel Favorites (2006)
- I Walk On (2006)
- Make a Difference (2007)
- A Musical Heritage (2007)
- The Spirit of Praise (2008)
- Christmas in the Valley (2009)
- Songs of the South (2009)
- Rebel with a Cause (2009)
- Classic Gospel (2010)
- Early Years Vol.1 (2010)
- Early Years Vol.2 (2011)
- Heart and Soul (2010)
- Jesus Is Real (2011)
- Silver Edition (2012)
- A Brighter Day (2013)
- Christmas Memories (2013)
- Early Years Vol.4 (2014)
- Forever (2014)

## Livros
Roberson é autor dos seguintes livros:
- The Christ: His Miracles, His Ministry, His Mission (2007) ISBN 978-0-89221-610-9
- How To Enjoy Jesus (2008) ISBN 978-1-933641-24-9
- In The Fullness of Time (2008) ISBN 978-1-933641-24-9
- Jesus and the 5 Senses (2010) ISBN 978-1-936076-19-2
- Matthew, The Hebrew Gospel, Vol. 1 (2011) ISBN 978-1-936076-61-1
- Matthew, The Hebrew Gospel, Vol. 2 (2012) ISBN 978-1-61314-021-5
- Matthew, The Hebrew Gospel, Vol. 3 (2013) ISBN 978-1-61314-081-9
- Christmas In Those Days (2013) ISBN 978-1-61314-175-5

- Este artigo foi inicialmente traduzido, total ou parcialmente, do artigo da Wikipédia em inglês cujo título é «Carroll Roberson», especificamente desta versão.

1. ↑  «Southern Gospel History». Consultado em 8 de setembro de 2014
2. ↑  «Watch Carroll Roberson». LightSource.com. Consultado em 8 de setembro de 2014
3. ↑  «Church Channel - Carroll Roberson». churchchannel.tv. Consultado em 8 de setembro de 2014
4. ↑  «Jesus Israel Tours - About Us». Consultado em 8 de setembro de 2014
5. ↑  «CarrollRoberson.com - Books». Consultado em 8 de setembro de 2014